# قرة بلاغ (حومة بيجار)
قرة بلاغ (بالفارسية: قره بلاغ) هي قرية تقع في إيران في حومة. يقدر عدد سكانها بـ 21 نسمة .